# 濃飛護國神社
濃飛護國神社（のうひごこくじんじゃ）は、岐阜県大垣市にある神社（護国神社）。
大垣城址（大垣公園）に鎮座する。岐阜県（主として西濃・飛騨地方）出身の戦没者1万8900余柱を祀る。

## 歴史
1869年（明治2年）8月、旧大垣藩主・戸田氏共が戊辰戦争に参加した大垣藩士の戦死者54名を祀るため、大垣城下の操練場に仮招魂祠を創建したのに始まる。翌1870年（明治3年）8月、大垣城二の丸を招魂場と定めて祠宇を創建し、祭式を執り行った。1875年（明治8年）9月、国庫から毎年神饌、祭祀料、営繕費が支給されることになり、官祭招魂社（大垣招魂社）と改称した。1879年（明治12年）には西南戦争に従軍し戦死した大垣在籍の士族ら12名を合祀した。
1891年（明治24年）の濃尾地震で社殿が倒壊したため、有志の寄付金のほか内務省から改築補助金として金500円が交付され、1895年（明治28年）10月に再築落成式祭が行われた。
1897年（明治30年）及び1900年（明治33年）に岐阜県出身の軍人で日清戦争に従軍して戦病死した253名を合祀し、1904年（明治37年）と1905年（明治38年）に日露戦争に従軍して戦病死を遂げた岐阜県出身者2552名が合祀されると、社殿拡張と改築の機運が高まり、岐阜県下の在郷軍人が中心となって招魂社改築期成同盟会を組織して寄付金を募集した。1906年（明治39年）に工事着手、1909年（明治42年）に竣工した。
1939年（昭和14年）3月27日に官祭「濃飛招魂社」に改称し、次いで「招魂社ヲ護國神社ト改称スルノ件」（昭和14年3月15日内務省令第12號）による同年4月1日の官報告示を以って内務省指定の「濃飛護國神社」と改称した。その後、社殿の改築御造営と神域拡張のために御造営奉賛会を設立し、会長に岐阜県知事、副会長に岐阜県学務部長、大垣市長、高山市長、岐阜県町村長会副会長が就任し、崇敬区域（西濃1市5郡及び飛騨1市3郡）内の各町村長、帝国在郷軍人分会長等を役員に嘱託した。内務省神社局技師・角南隆の設計に基づいて造営工事中の1945年（昭和20年）7月29日、大垣空襲で本殿、拝殿、社務所を全焼した。
1952年（昭和27年）4月28日に日本国との平和条約（サンフランシスコ講和条約）が発効して主権が回復すると、1955年（昭和30年）9月29日に御造営奉讃会（会長：大垣市長）を設立して1956年（昭和31年）4月に起工、1958年（昭和33年）4月21日に本殿が竣工し、翌1959年（昭和34年）に幣殿及び拝殿が竣工した。1965年（昭和40年）には西濃運輸（現・セイノーホールディングス）創業者・田口利八が大鳥居を奉納した。同年10月26日に昭和天皇と香淳皇后が第20回国民体育大会（岐阜国体）行啓の折に参拝している。

## 祭事
- 春季例大祭（4月23日）
- 戦没者慰霊祭（8月15日）
- 秋季例大祭（9月22日）

## 参考資料
- 濃飛護國神社、岐阜県神社庁
- 『岐阜県写真帖：東宮行啓紀念 三二 大垣招魂社』 - 国立国会図書館デジタルコレクション